# National Basketball Association 1953-1954
La stagione della National Basketball Association 1953-1954 fu l'8ª edizione del campionato NBA. La stagione finì con la vittoria dei Minneapolis Lakers, che sconfissero i Syracuse Nationals per 4-3 nelle finali NBA.

## Squadre partecipanti
- Baltimore Bullets
- Boston Celtics
- Ft. Wayne Pistons
- Milwaukee Hawks
- Minneapolis Lakers

- N.Y. Knicks
- Philad. Warriors
- Rochester Royals
- Syracuse Nationals

## Classifica finale

### Eastern Division
| Squadra               | V  | P  | %    | GB |
| --------------------- | -- | -- | ---- | -- |
| New York Knicks       | 44 | 28 | 61,1 | -  |
| Syracuse Nationals    | 42 | 30 | 58,3 | 2  |
| Boston Celtics        | 42 | 30 | 58,3 | 2  |
| Philadelphia Warriors | 29 | 43 | 40,3 | 15 |
| Baltimore Bullets     | 16 | 56 | 22,2 | 28 |

### Western Division
| Squadra              | V  | P  | %    | GB |
| -------------------- | -- | -- | ---- | -- |
| Minneapolis Lakers C | 46 | 26 | 63,9 | -  |
| Rochester Royals     | 44 | 28 | 61,1 | 2  |
| Fort Wayne Pistons   | 40 | 32 | 55,6 | 6  |
| Milwaukee Hawks      | 21 | 51 | 29,2 | 25 |

## Vincitore
| Campione NBA 1953-1954         |
| ------------------------------ |
| Minneapolis Lakers (5º titolo) |

## Statistiche
| Categoria | Giocatore      | Squadra          | Stat  |
| --------- | -------------- | ---------------- | ----- |
| Punti     | Neil Johnston  | Philad. Warriors | 1.759 |
| Rimbalzi  | Harry Gallatin | N.Y. Knicks      | 1.098 |
| Assist    | Bob Cousy      | Boston Celtics   | 518   |
| FG%       | Ed Macauley    | Boston Celtics   | 48,6  |
| FT%       | Bill Sharman   | Boston Celtics   | 84,4  |

## Premi NBA
- NBA Rookie of the Year Award: Ray Felix, Baltimore Bullets
- All-NBA First Team:
  - Bob Cousy, Boston Celtics
  - Neil Johnston, Philadelphia Warriors
  - George Mikan, Minneapolis Lakers
  - Dolph Schayes, Syracuse Nationals
  - Harry Gallatin, New York Knicks
- All-NBA Second Team:
  - Ed Macauley, Boston Celtics
  - Jim Pollard, Minneapolis Lakers
  - Carl Braun, New York Knicks
  - Bobby Wanzer, Rochester Royals
  - Paul Seymour, Syracuse Nationals